# Neapolská stupnice
Měkká neapolská stupnice (italsky scala minore napoletana) se tvoří:
- vzestupně z harmonické mollové stupnice snížením druhého stupně o půltón, nebo na frygické stupnici zvýšením sedmého stupně o půltón;
- sestupně z mollové diatonické stupnice snížením druhého stupně o půltón.

Přítomností intervalu zvětšené sekundy (mezi šestým a sedmým stupněm) a postupem dvou intervalů malé sekundy (h-c-des) připomíná cikánskou stupnici.

## Příklad: mollová neapolská stupnice od tónuC

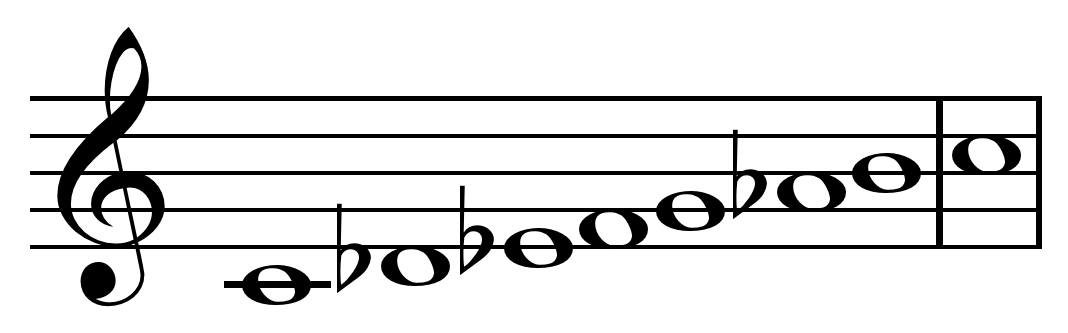
mollová neapolská stupnice vzestupně od tónu c

Intervalový postup je (v počtech půltónů):
1, 2, 2, 2, 1, 3, 1 (vzestupně)
2, 2, 1, 2, 2, 2, 1 (sestupně)
Stupně (s vyznačením snížení oproti durové stupnici):
1, 2♭, 3♭, 4, 5, 6♭, 7, 8 (vzestupně)
8, 7♭, 6♭, 5, 4, 3♭, 2♭, 1 (sestupně)
Mollová neapolská stupnice od C, vzestupně:
c, des, es, f, g, as, h, c
a sestupně:
c, b, as, g, f, es, des, c